# Cueva de Rouffignac
La Gruta de Rouffignac es un yacimiento arqueológico de época paleolítica situado en el municipio de Rouffignac-Saint-Cernin-de-Reilhac en el departamento de la Dordoña, al suroeste de Francia. Fue declarado Patrimonio de la Humanidad por la Unesco en el año 1979, formando parte del lugar «Sitios prehistóricos y grutas decoradas del valle del Vézère».
Se trata de una cueva o gruta con arte parietal. En el lugar se encuentran más de 250 grabados así como dibujos al trazo que datan de Paleolítico superior (Magdaleniense, de más de 13 000 años).
Fue descrita ya en 1575 por François de Belleforest.
Está abierta al público, haciéndose la visita en tren eléctrico.